# Lucienne Bréval
 (novembre 2024).
Si vous disposez d'ouvrages ou d'articles de référence ou si vous connaissez des sites web de qualité traitant du thème abordé ici, merci de compléter l'article en donnant les références utiles à sa vérifiabilité et en les liant à la section « Notes et références ».
Pour les articles homonymes, voir Brennwald et Bréval.
Berthe Agnès Lisette Brennwald, dite Lucienne Bréval, née le 4 novembre 1869 à Berlin de parents suisses originaires de Männedorf (canton de Zurich) et morte le 15 août 1935 à Neuilly-sur-Seine (Hauts-de-Seine), est une soprano dramatique suisse naturalisée française.

## Biographie
Lucienne Bréval étudie à Genève où elle obtient un 1er prix de piano, puis au Conservatoire de Paris, dont elle sort en 1890 comme 1er prix de chant. Elle débute à l'Opéra de Paris en 1892 dans le rôle de Selika dans L'Africaine de Meyerbeer et y accomplit par la suite une carrière d'une trentaine d'années.
En 1893, sous la direction d'Édouard Colonne, elle incarne Brünnhilde, l'un de ses meilleurs rôles, dans la Walkyrie de Wagner à l'Opéra de Paris (en français) avec Rose Caron (Sieglinde), Ernest Van Dyck (Siegmund) et Francisque Delmas (Wotan). Henri de Curzon écrit : « Son jeune talent s'épanouissait […] avec une flamme audacieuse, une passion, une harmonie de visage et de gestes qui étaient vraiment de toute beauté ». Elle a le tempérament et la voix pour jouer les héroïnes wagnériennes. Elle devient Vénus (Tannhäuser), puis Eva (Les Maîtres Chanteurs de Nuremberg), qu'elle interprète avec une espièglerie inattendue.
En 1895, elle se fait remarquer dans le rôle de Yamina dans La Montagne noire d'Augusta Holmès.
En 1897, elle chante Marguerite dans La Damnation de Faust de Berlioz.
Elle paraît à Covent Garden en 1899, 1901 et 1906 et à New York au Met, au cours de la saison 1900-1901. Elle refuse d'aller chanter la Walkyrie à Bayreuth, où Cosima Wagner, furieuse, soutient sa rivale, Louise Grandjean, qui est la Brünnhilde de Siegfried et du Crépuscule des dieux. Mais en 1914, elle est dans Parsifal une Kundry « somptueuse et ensorcelante » auprès de Paul Franz et de Marcel Journet.
Elle chante les grands classiques : Hippolyte et Aricie de Rameau, Armide et Iphigénie en Aulide de Gluck. Elle présente aussi de nombreuses créations telles que Grisélidis de Massenet en 1901, L'Étranger de Vincent D'Indy en 1903 à l'Académie nationale de musique, Monna Vanna de Henry Février en 1909 et Pénélope de Gabriel Fauré à Monte-Carlo en 1913.
Elle se consacre à partir de 1921 à l'enseignement.
Cette tragédienne lyrique a fortement impressionné tous ses contemporains. Gabriel Fauré définit son art comme « un Beau qui n'est pas l'objet des sons, un certain Beau qui charme l'esprit ».

## Quelques rôles

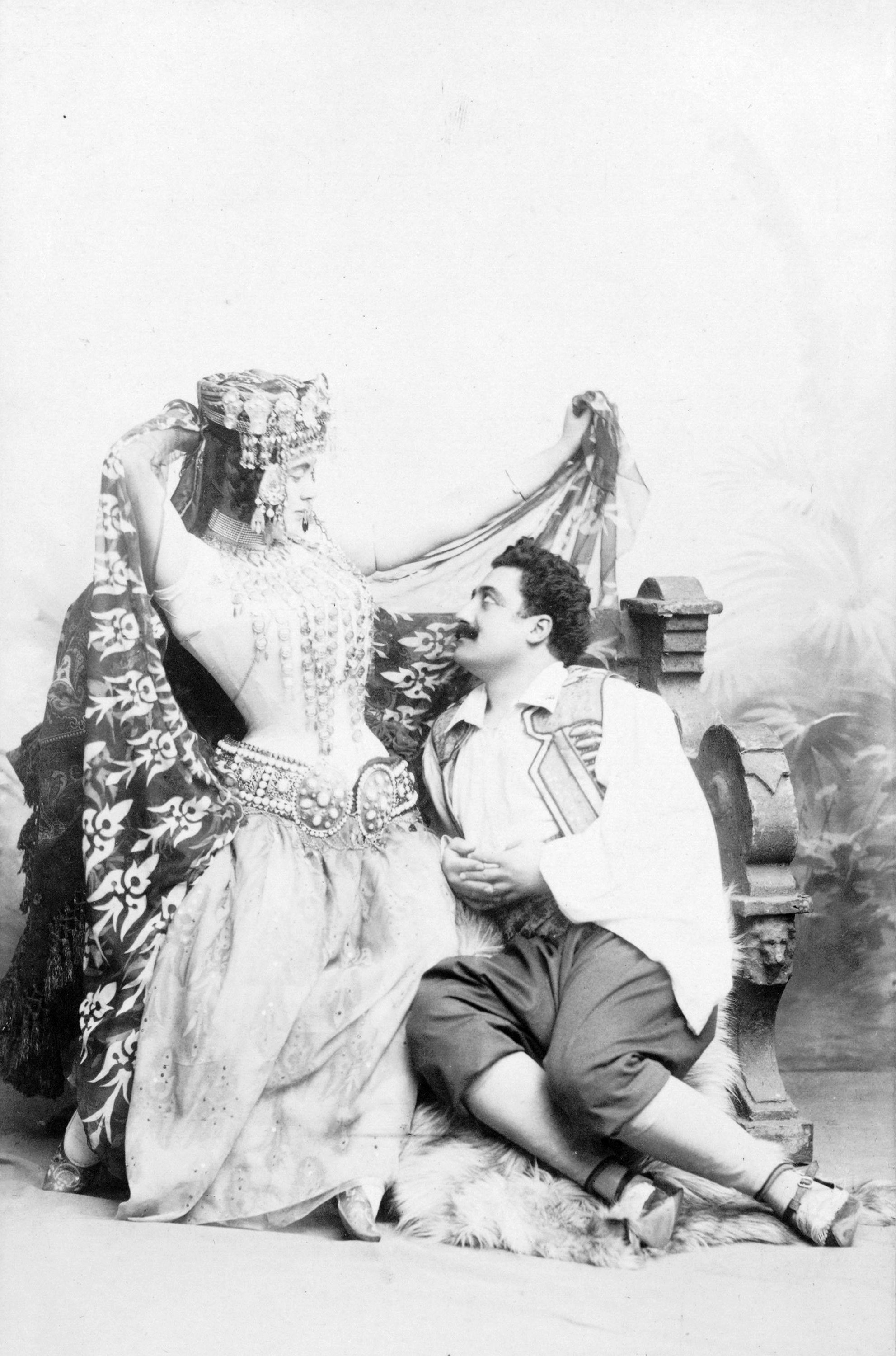
Avec Maurice Renaud dans La Montagne noire d'Augusta Holmès en 1895.
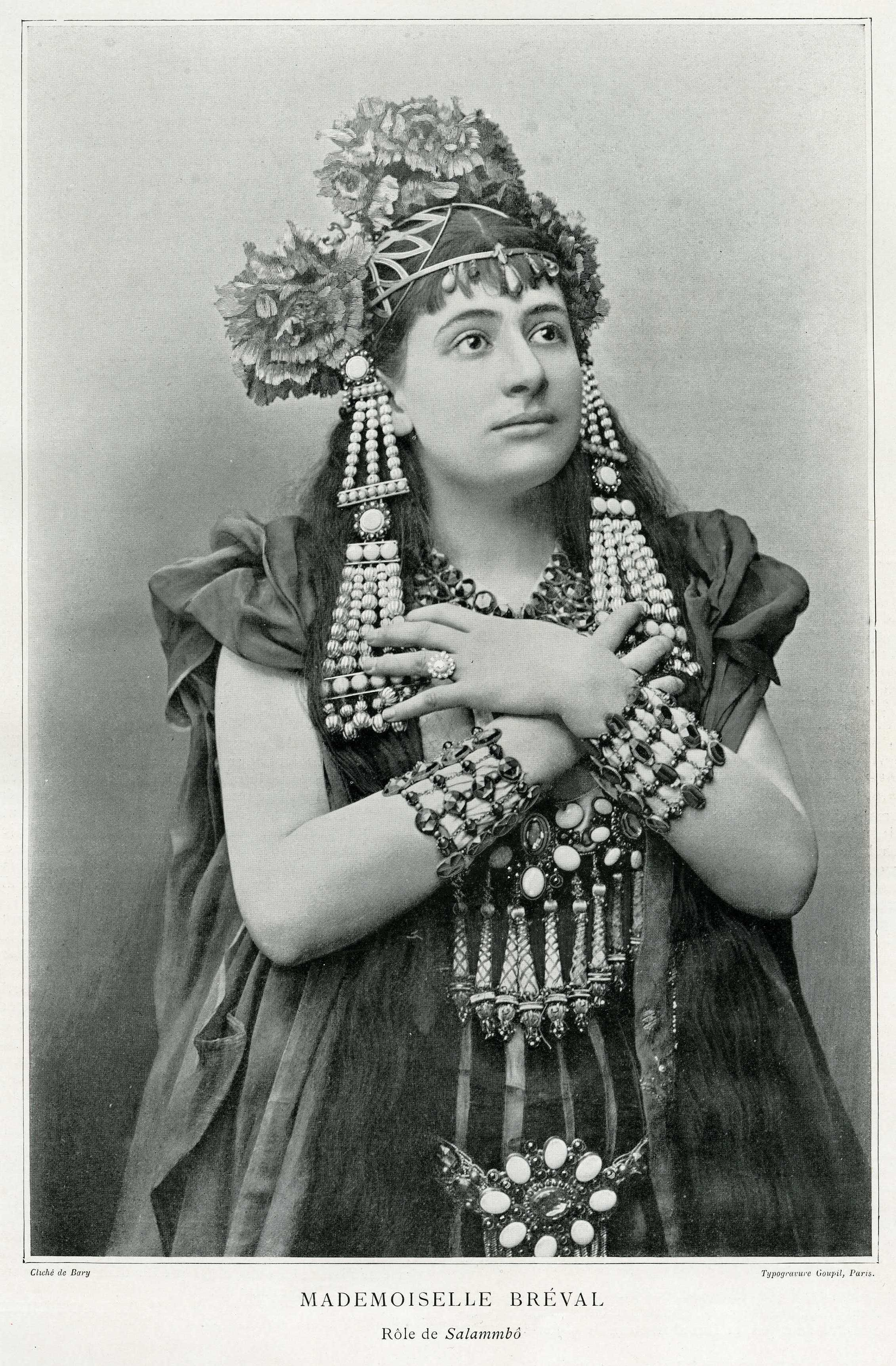
Dans Salammbô d'Ernest Reyer en 1899.
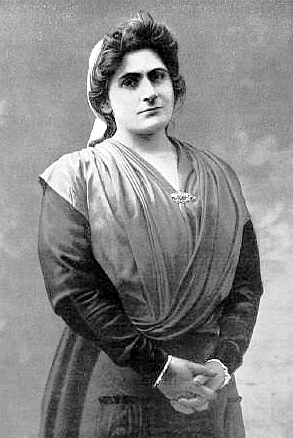
Dans L'Étranger de Vincent d'Indy en 1903.
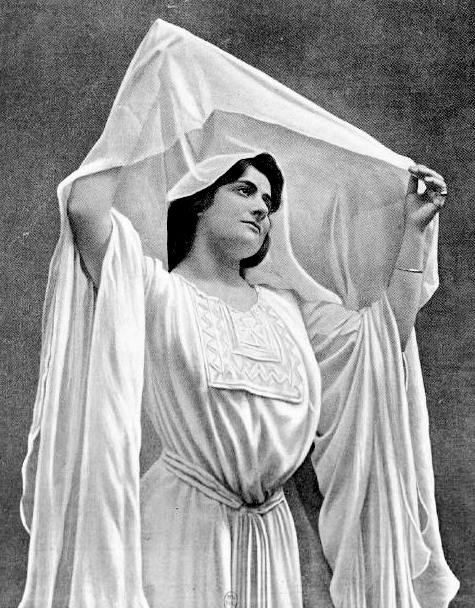
Dans Le Fils de l'étoile de Camille Erlanger en 1904.

- 1896 : La Famille Pont-Biquet d'Alexandre Bisson, Théâtre du Gymnase
- 1922 : L'Arlésienne, film muet d'André Antoine[3].

## Galerie d'images

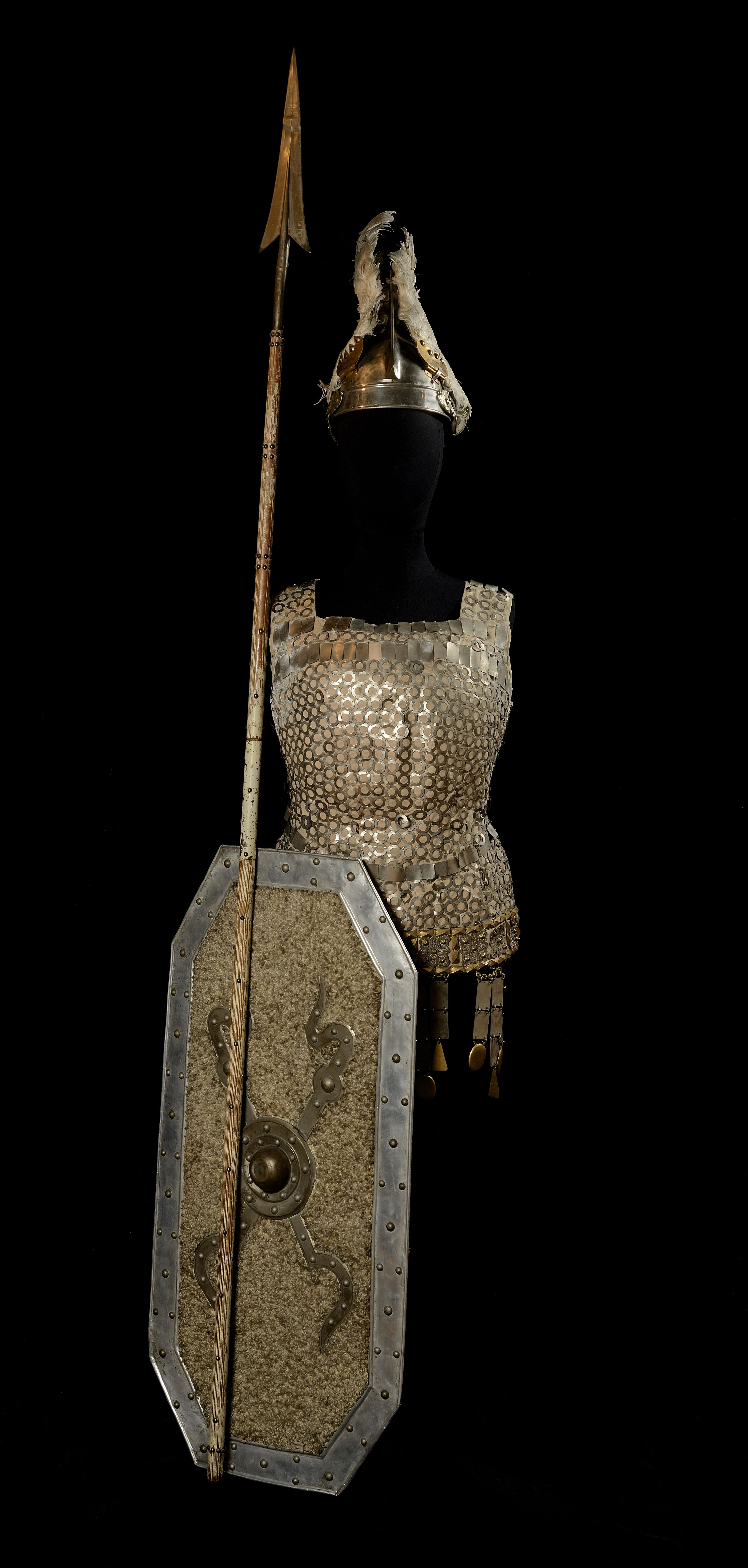
Armes de Brunehilde portées par Lucienne Bréval
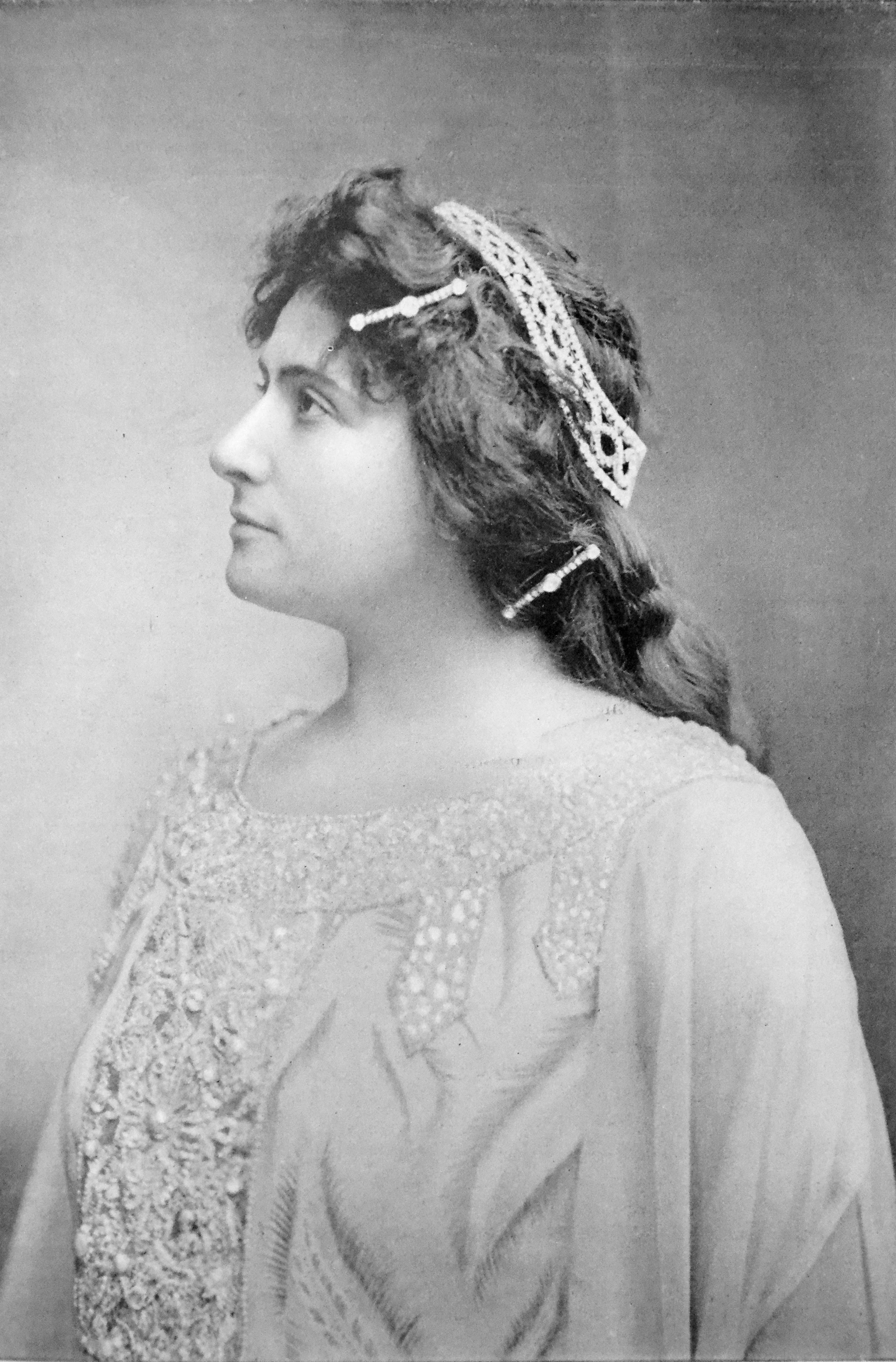
Portrait de Lucienne Bréval en 1902.
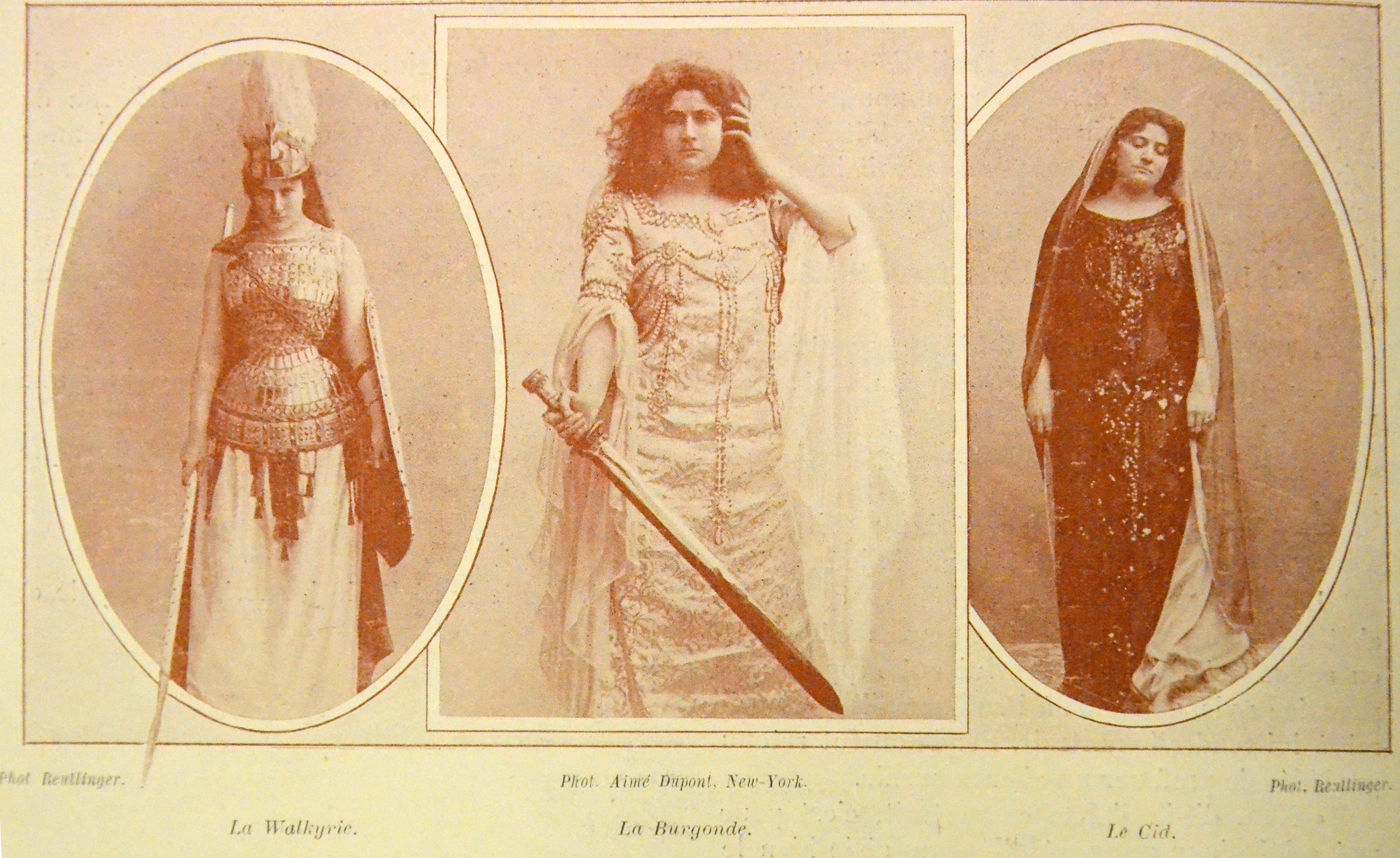
Portraits de Lucienne Bréval.
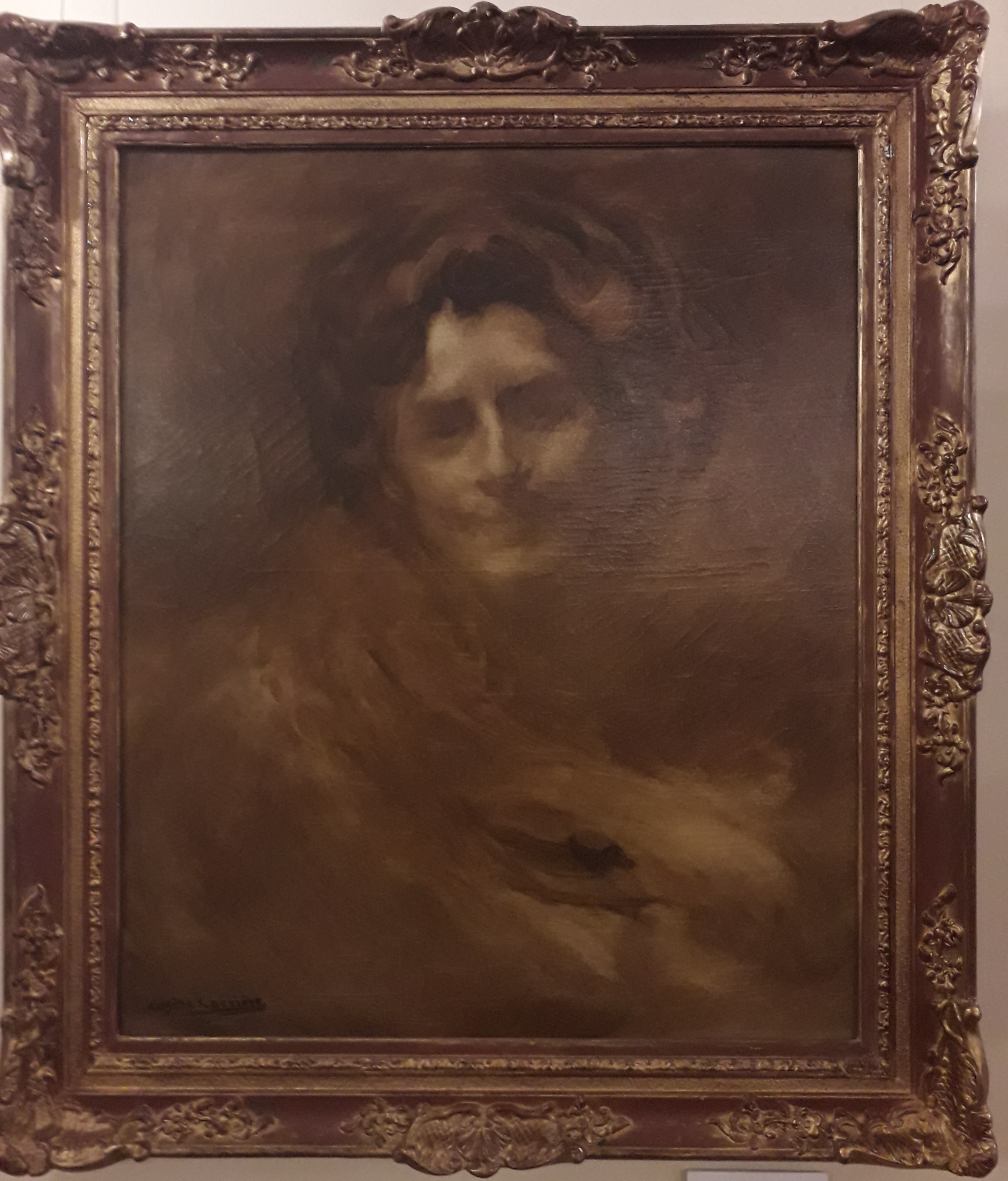
Lucienne Bréval par Eugène Carrière, Musée des Avelines à Saint-Cloud.
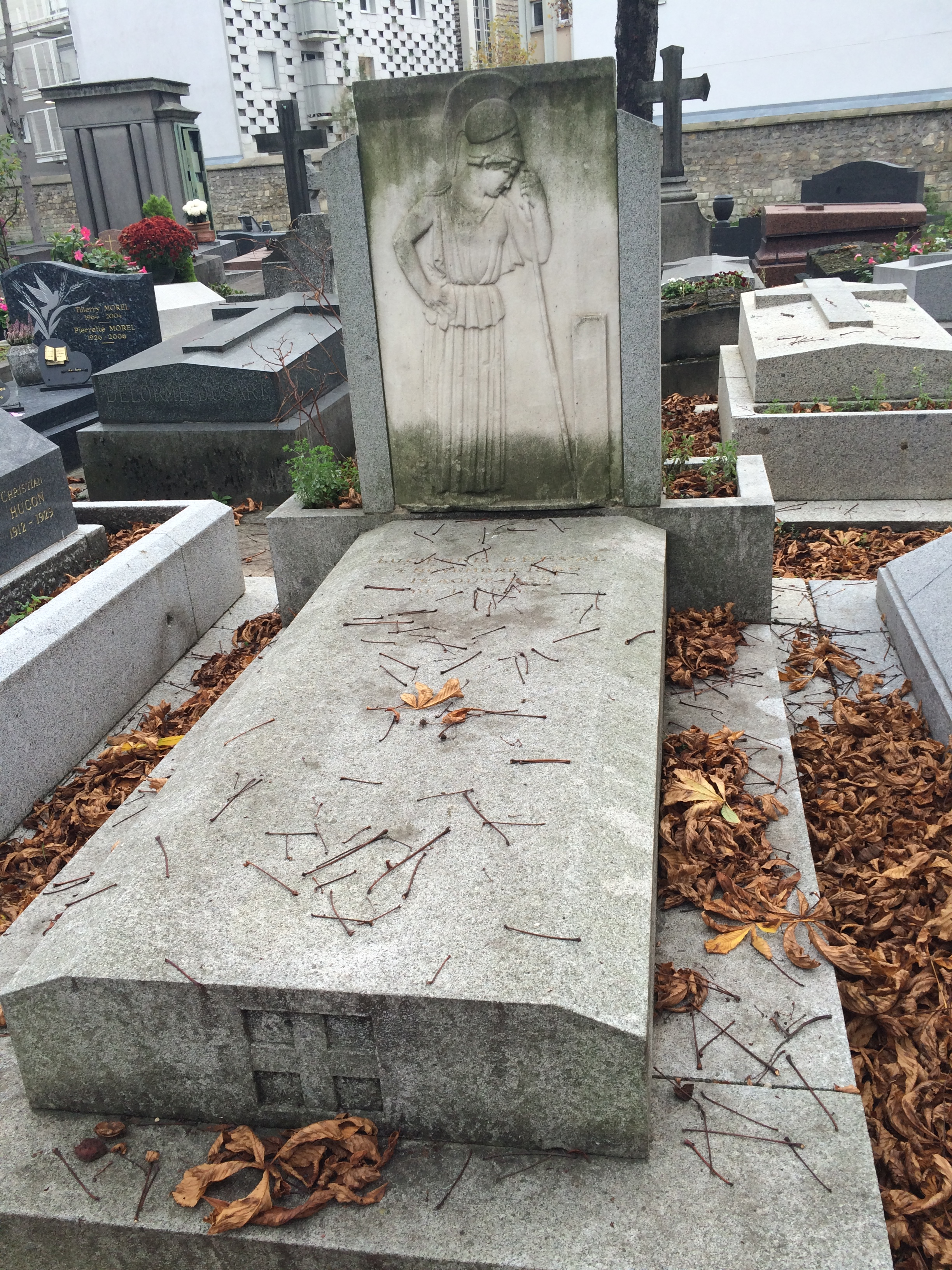
Tombe de Lucienne Bréval au cimetière des Batignolles (div. 2), à Paris.